# بنتون هاربر (میشیگان)
بندر بنتون، میشیگان (به انگلیسی: Benton Harbor, Michigan) یک شهر در ایالات متحده آمریکا با جمعیت ۱۰٬۰۳۸ نفر است که در میشیگان واقع شده‌است.

## موقعیت جغرافیایی
موقعیت جغرافیایی شهرها و مناطق اطراف به شرح زیر است: